# Konzulat Republike Slovenije v Bitoli
Konzulat Republike Slovenije v Bitoli je diplomatsko-konzularno predstavništvo (konzulat) Republike Slovenije s sedežem v Bitoli (Makedonija); spada pod okrilje Veleposlaništvu Republike Slovenije v Severni Makedoniji.
Trenutni častni konzul je Mihajlo Mojsov.